# Astragalus pennellianus
Astragalus pennellianus är en ärtväxtart som beskrevs av Rupert Charles Barneby. Astragalus pennellianus ingår i släktet vedlar, och familjen ärtväxter. Inga underarter finns listade i Catalogue of Life.